# Sechium
Sechium là danh pháp khoa học của một chi thực vật có hoa trong họ Cucurbitaceae.

## Lịch sử phân loại
Năm 1756, Patrick Browne mô tả chi Sechium với loài ghi nhận tại Jamaica có tên gọi tiếng Anh the chocho vine, nhưng không đặt tên gọi khoa học cho loài này.
Năm 1760, Nikolaus Joseph von Jacquin mô tả loài Sicyos edulis. Năm 1780, ông đổi tên khoa học cho loài này thành Chayota edulis.
Năm 1800, Olof Swartz mô tả loài Sechium edule, trên cơ sở mô tả Sechium trong tập 2 sách Genera Plantarum do Johann Christian Daniel von Schreber biên tập và dẫn chiếu tới mô tả Sechium của Browne, in năm 1791, và loài Sicyos edulis / Chayota edulis của Jacquin.
Năm 1978, Charles Jeffrey đề xuất mở rộng chi Sechium để gộp các loài của các chi Frantzia / Polakowskia (= Frantzia sect. Polakowskia), và chia Sechium nghĩa rộng thành 2 tổ Sechium và Frantzia với 7 loài (trong ngoặc là danh pháp gốc) đã biết khi đó như sau:
- Tổ Sechium:
  - Sechium compositum (= Microsechium compositum)
  - Sechium edule (= Sicyos edulis)
  - Sechium hintonii (= Microsechium hintonii)
  - Sechium tacaco (= Polakowskia tacaco)
  - Sechium talamancense (= Frantzia talamancensis)
- Tổ Frantzia:
  - Sechium pittieri (= Frantzia pittieri)
  - Sechium villosum (= Frantzia villosa)

Năm 1986, Newstrom L. E. đề xuất chia Sechium nghĩa rộng với 9 loài đã biết khi đó như sau:
- Không chia tổ:
  - Sechium compositum (= Microsechium compositum)
  - Sechium edule (= Sicyos edulis)
  - Sechium hintonii (= Microsechium hintonii)
- Tổ Polakowskia:
  - Polakowskia tacaco
  - Polakowskia talamancense (= Frantzia talamancensis)
- Tổ Frantzia:
  - Frantzia pittieri
  - Frantzia villosa
  - Frantzia venosa
  - Frantzia panamensis

Cho tới cuối thế kỷ 20 nói chung người ta ghi nhận Sechium nghĩa rộng với 2 tổ và 10-11 loài như sau:
- Tổ Sechium:
  - Sechium compositum (= Microsechium compositum)
  - Sechium chinantlense (= Sechium chinantlense)
  - Sechium edule (= Sicyos edulis)
  - Sechium hintonii (= Microsechium hintonii)
  - Sechium tacaco (= Polakowskia tacaco = Frantzia tacaco)
  - Sechium talamancense (= Frantzia talamancensis)
- Tổ Frantzia:
  - Sechium panamense (= Frantzia panamensis)
  - Sechium pittieri (= Frantzia pittieri)
  - Sechium venosum (= Frantzia venosa)
  - Sechium villosum (= Frantzia villosa)
  - Sechium sp.

Năm 1999, Rafael Lira Saade và Michael Nee bổ sung thêm Sechium mexicanum.
Các nghiên cứu di truyền phân tử đầu thế kỷ 21, như Sebastian et al. (2012) cho thấy Sechium nghĩa rộng là đa ngành, với các loài ban đầu được xếp trong các chi Frantzia và Polakowskia dường như không có quan hệ họ hàng gần với phần còn lại của Sechium nghĩa rộng cũng như với Sicyos nghĩa rộng; cụ thể thì 6 loài từng được liệt kê trong Frantzia tạo thành một nhánh có quan hệ họ hàng gần với Echinopepon spp., trong khi S. compositum, S. chinantlense, S. edule và S. hintonii dường như tạo thành một nhánh có quan hệ họ hàng gần với Sicyos chiriquensis (độ hỗ trợ quan hệ họ hàng gần giữa S. chinantlense và S. edule ở mức 77%), trong khi S. mexicanum lồng sâu trong Sicyos nhưng không có quan hệ họ hàng gần với nhóm chứa 4 loài Sechium nghĩa hẹp nói trên.
Để giải quyết tình trạng đa ngành của Sicyos nghĩa hẹp thì một giải pháp phù hợp là mở rộng nó để chứa các chi nhỏ lồng sâu trong nó (như Anomalosicyos, Cladocarpa, Costarica, Microsechium, Parasicyos, Pterosicyos, Sarx, Sechiopsis, Sechium, Sicyocarya, Sicyocaulis, Sicyosperma và Skottsbergiliana). Do loài điển hình của Sechium là Sechium edule lồng trong Sicyos nên việc hợp nhất này sẽ làm cho Sechium chỉ được coi là đồng nghĩa muộn của Sicyos, nhưng cũng làm cho việc phục hồi chi Frantzia trở thành có ý nghĩa.

## Tình trạng hiện tại
Hiện tại, ghi nhận của The Plants of the World Online về các danh pháp loài trong Sechium như sau:
- Được coi là đồng nghĩa:
  - Sechium compositum = Microsechium compositum. Có thể sẽ gộp trong Sicyos nghĩa rộng.
  - Sechium edule = Sicyos edulis.
  - Sechium hintonii = Microsechium hintonii. Có thể sẽ gộp trong Sicyos nghĩa rộng.
- Không đặt vào đâu, với 6 loài cuối có thể đặt trong chi Frantzia được phục hồi:
  - Sechium chinantlense. Có thể sẽ gộp trong Sicyos nghĩa rộng.
  - Sechium mexicanum. Có thể sẽ gộp trong Sicyos nghĩa rộng.
  - Sechium tacaco. Có thể sẽ đưa lại vào Frantzia được phục hồi.
  - Sechium talamancense. Có thể sẽ đưa lại vào Frantzia được phục hồi.
  - Sechium panamense. Có thể sẽ đưa lại vào Frantzia được phục hồi.
  - Sechium pittieri. Có thể sẽ đưa lại vào Frantzia được phục hồi.
  - Sechium venosum. Có thể sẽ đưa lại vào Frantzia được phục hồi.
  - Sechium villosum. Có thể sẽ đưa lại vào Frantzia được phục hồi.

## Hình ảnh

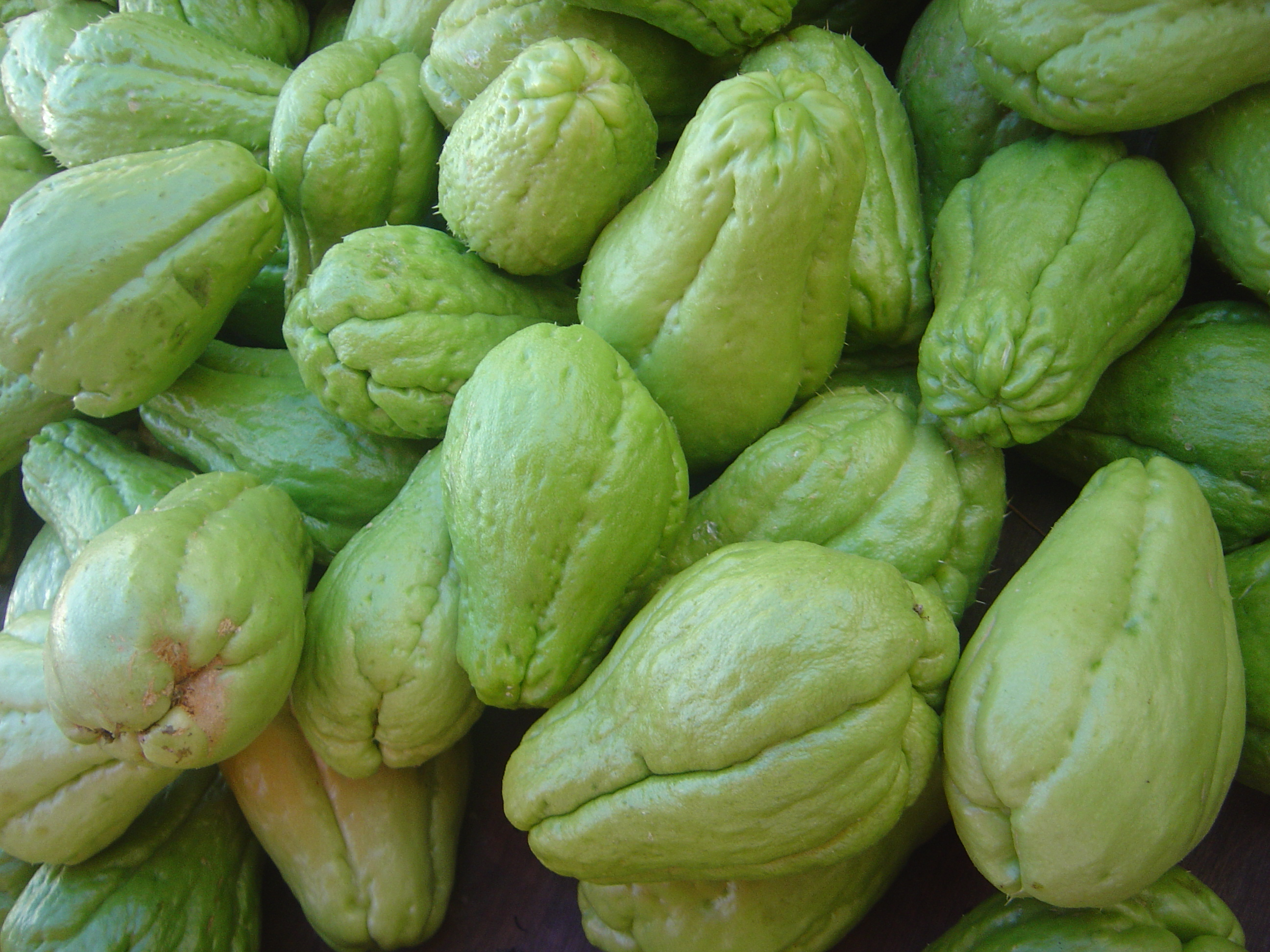
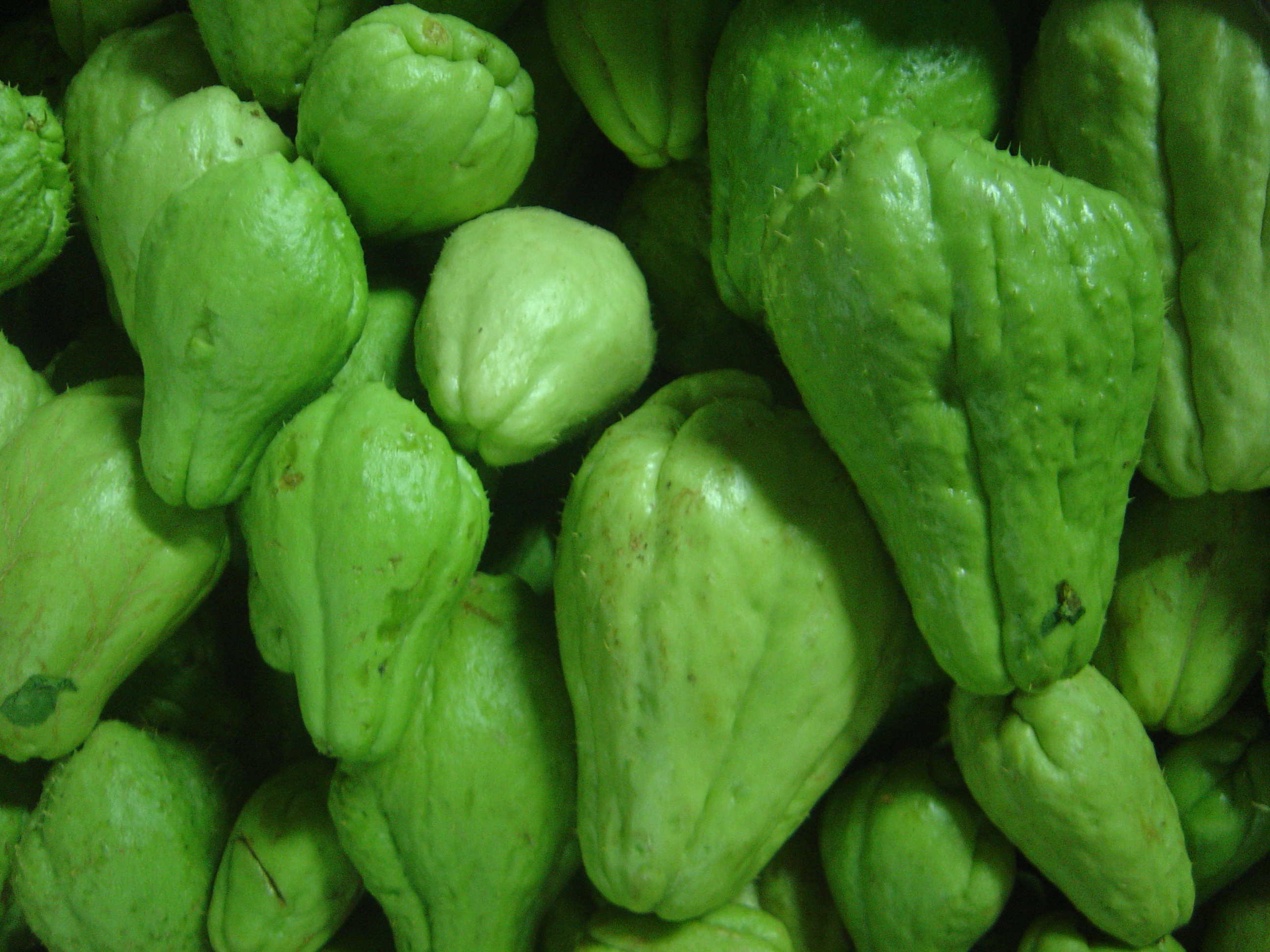
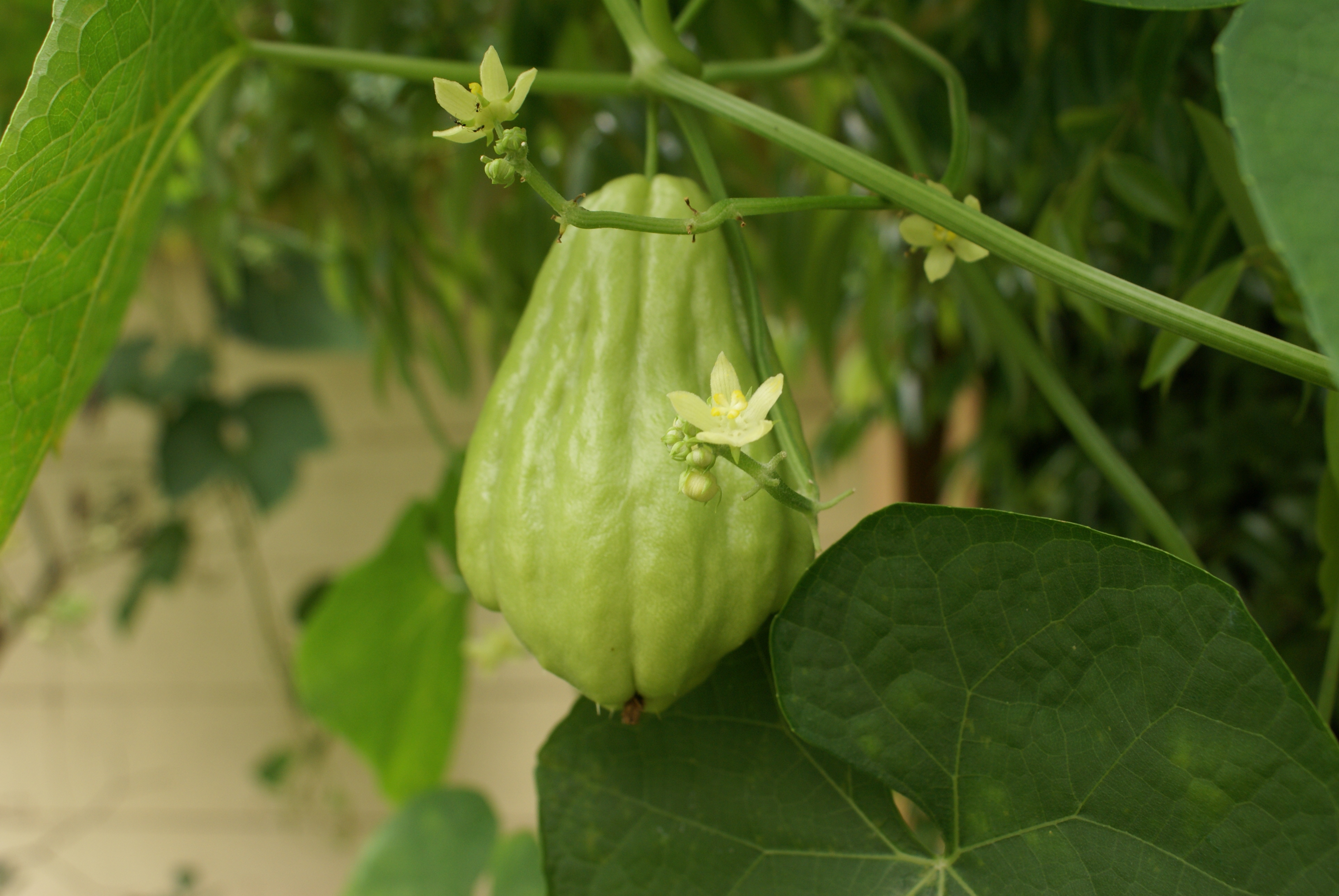
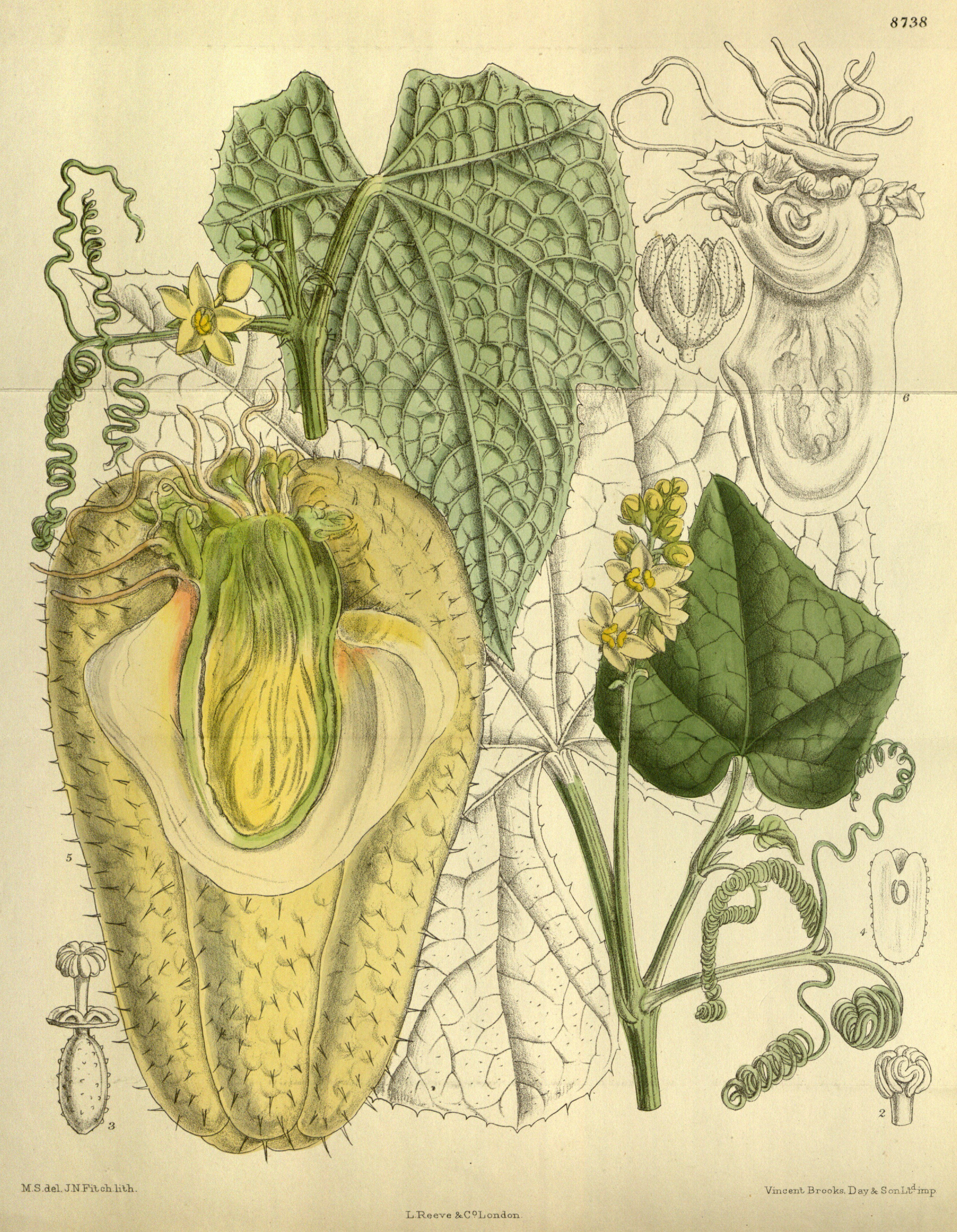

### Từng xếp trong chi
- Sechium amazonicum = Cayaponia amazonica
- Sechium palmatum = Microsechium palmatum
- Sechium peruvianum = Cayaponia peruviana